# Psychoda puertoricana
Psychoda puertoricana är en tvåvingeart som beskrevs av Wagner och Masteller 1996. Psychoda puertoricana ingår i släktet Psychoda och familjen fjärilsmyggor.
Artens utbredningsområde är Puerto Rico. Inga underarter finns listade i Catalogue of Life.